# 麻豆伝媒
麻豆伝媒（マードウチゥァンメェィ、簡体字中国語: 麻豆传媒）は、中国語で映画を制作しているポルノサイト。
中国大陸と台湾でポルノ俳優や女優を募集している。作品の内容は、主に日本のアダルトビデオや有名な東アジアの映画のストーリーにインスパイアされている。俳優・女優の多くは台湾人だが、中国大陸のアクセントや語法で話すことを要求され、表紙や字幕、広告もすべて簡体字で表記される。全作品無補正。

## 概略
2019年にヌード撮影プロダクションとして開始され、同年に初のAV作品を発表。コロナ禍に急成長を見せた。ライターの広瀬大介によると、2023年時点で制作チーム20以上、作品数1500以上。40以上の配信サイトやアプリと連携し、観閲環境を増やしているという。公式サイト会員数は2000万人以上。公式サイト再生数は1億以上。提携先での視聴や無断転載を含めればより膨大な数になる。前述のように日本のAV作品を模倣しており、企画に関してもマジックミラーなど二番煎じが多い。制作費の回収は広告で賄っており、セットの背景に不自然なほど大きくオンラインカジノなどの広告がある、女優の体に配信サイトの広告シールが貼ってあるなどが特徴。
ルポライターの安田峰俊は「中国はネット規制のイメージが強いが、政府への言論が中心でエロは建前」と説明。もともとは中国・河南省で設立されたが、2020年に拠点を台湾に移った。しかし実態は中国資本であるとしている。
台湾のAV評論家・一劍浣春秋は、台湾で制作されているが、台湾での需要は日本作品が圧倒的に高く「主な視聴者は中国語のAVが見たいという大陸の中国人」と述べている。このため前述のように台湾なまりのない大陸式の中国語で会話、表記される。
X-VIDEOなどの動画共有サイトへの大々的なバラマキ政策により、日本が覇権を握ってきたアジアのポルノジャンルに大きな影響を与えた。女優への支払いは日本円に直すと約月収200万円。SNSやライブチャットなどでセクシー活動する女性をスカウトしているという。中国メディアによるとコロナ禍で仕事の減ったネットアイドルが出演するケースもある。日本のプロダクション関係者によると、日本のAV女優や元AV女優にもSNSを通じてオファーをかけているとのことで、日本人と思われる出演者も確認できる。しかし中国国内では厳密には違法、もしくはグレーな状態であり、労働ともみなされないためビザなしの違法労働となり、日本人の出演は逮捕拘留される可能性があると指摘している。
2020年末、中国サイバースペース管理局が発表した浄化・削除対象リストに同社のアプリが掲載された。2022年1月、上海市の警察が広東省、四川省に駆けつけ、麻豆伝媒のメンバー24人を逮捕した。上海警察の発表は、中国のネット社会で大きな話題を呼んだ。ジャーナリストの周来友は「将来性という意味では懐疑的」との見解を示している。